# Die ewige Nacht
Die ewige Nacht ist ein deutsches Stummfilmdrama aus den Jahren 1914 bis 1916 mit Asta Nielsen.

## Handlung
In Martha, die er im Kunstinstitut kennengelernt hat, findet der ambitionierte junge Bildhauer Norbert sein ideales Modell. Martha, für die als Blinde „ewige Nacht“ herrscht, hofft, bald mehr in ihm zu sehen und macht sich Hoffnungen auf eine gemeinsame Zukunft. Dann aber, als er mit ihrer Plastik bei einem Wettbewerb den ersten Preis gewinnt, lässt Norbert sie links liegen und wendet sich der jungen Adeligen Ulrike von Barzau zu, die er schließlich heiratet.
Nun ist Norberts Bildhauerkollege und Freund Paul zur Stelle und kümmert sich um Martha. Diese entwickelt bald eigene Kunstfertigkeiten und wird eine talentierte Harfenistin in einer Damenkapelle. Als sich Norbert zurückmeldet, um mit Martha als Modell ein weiteres Kunstwerk zu schaffen, schöpft die Blinde erneut Hoffnung. Und wieder verstößt der Bildhauer sie nach der Vollendung seines Werks. Außer sich vor Enttäuschung, zerstört Martha erst seine Skulptur und schließlich sich selbst.

## Produktionsnotizen
Die ewige Nacht, Untertitel: Mimisches Drama, zählt zu den unbekannteren Filmen Asta Nielsens. Der Dreiakter mit einer Länge von 1039 Metern wurde wohl unmittelbar vor Ausbruch des Ersten Weltkriegs im Union-Atelier, Berlin-Tempelhof, Oberlandstraße, gedreht und von der Erstzensur am 15. September 1915 für die Dauer des Kriegs verboten. Nach der Zweitzensur drei Monate später erhielt Die ewige Nacht lediglich ein Jugendverbot. Die deutsche Erstaufführung erfolgte schließlich am 11. Februar 1916. In Wien wurde der Film bereits am 14. Januar 1916 dem Publikum vorgestellt.
Die Filmbauten stammen von Fritz Seyffert, Ernst Körner war Regieassistent und Aufnahmeleiter.

## Kritiken
In Paimann’s Filmlisten ist zu lesen: „Stoff, Photos und Szenerie sehr gut, Spiel prima.“